# Jardín botánico de Hamilton
El Jardín botánico de Hamilton, (inglés: Hamilton Botanic Gardens) es un jardín botánico con 4 hectárea de extensión, próximo al centro de Hamilton, Victoria, Australia.
El código de identificación internacional del "Hamilton Botanic Gardens" como miembro del "Botanic Gardens Conservation Internacional" (BGCI), así como las siglas de su herbario es HMAUS.

## Localización e información
Los Hamilton Botanic Gardens, se ubican en el condado de "Southern Grampians Shire" tierras de volcanes inactivos, y ondulados prados.
Hamilton Botanic Gardens City Engineer Hamilton City Council, Hamilton, Southern Grampians Shire, Victoria 3330 Australia.
Planos y vistas satelitales.37°44′48.5046″S 142°1′25.8918″E / -37.746806833, 142.023858833
El jardín botánico está abierto todos los días del año.

## Historia
El jardín botánico de Hamilton es uno de los jardines botánicos más tempranos de Victoria y tiene una gran significación histórica, científica (botánica) y estética. Recibió la protección más alta de la herencia del estado, siguiendo su inclusión en el registro de la herencia de Victoria. Después de que Hamilton fuera reconocida en 1850, la tierra fue reservada para un jardín público en 1853 y promulgado en 1870. 
William Ferguson, paisajista del Real Jardín Botánico de Melbourne, emprendió las primeras plantaciones en el sitio en 1870. Sin embargo, a partir de 1881, los jardines fueron desarrollados por un plan William R Guilfoyle (1840–1912) reconocido arquitecto del paisaje. Guilfoyle había sucedido en 1873 a Ferdinand von Mueller como director del Real Jardín Botánico de Melbourne. 
Este es el Los cuarto jardín botánico más viejo del Estado de Victoria, es uno de los ejemplos más intactos de un jardín botánico regional del siglo XIX, y un ejemplo temprano importante del trabajo de Guilfoyle. 
Con senderos curvados, cuidados céspedes, plantaciones en los perímetros, áreas de interés hortícola intensivo y un lago, los jardines ejemplifican las ideas de Guilfoyle sobre un jardín botánico.
Actualmente, el plan original de Guilfoyle para los jardines todavía sobrevive y se puede ver en la "Hamilton Art Gallery", junto con una carta de acompañamiento del diseñador.
Las tradiciones que reflejan el siglo XIX, tal como los elementos zoológicos han sido una característica de los jardines desde 1885, con dos pajareras y animales en recintos. 

## Colecciones
En este jardín botánico el 10 % de sus colecciones de plantas pertenecen a la flora australiana :
- Guilfoyle Garden,
- Cottage Sensory Garden,
- Bird Flight Aviary, conserva 2 pajareras del siglo XIX
- Colección de Abutilon,

El "National Trust of Australia" clasificó a los jardines en 1990 con 8 especímenes de árboles listados en el "Register of Significant Trees". 
Entre los especímenes destacan el único ejemplar conocido en el Estado de Victoria del Gymnocladus dioicus (Kentucky Coffee Tree), un gran ejemplar de Chamaecyparis funebris (Funeral Cypress), además de 2 raros Quercus leucotrichophora (Himalayan Oaks).